# Louis Auguin
Pour les articles homonymes, voir Auguin.
Ne doit pas être confondu avec Louis-Augustin Auguin.
Louis Auguin, né Gabriel Paul Louis Gaston Auguin le 6 mai 1874 à Nancy et mort à Nice le 9 mai 1952, est un compositeur français.

## Biographie

### Légende[2]
Né à Pampelune, formé au Conservatoire de Montmartre, il défraie plusieurs fois la chronique dans des circonstances qui ne nous sont pas parvenues et passe trois fois en correctionnelle. Exilé, il s'installe en Guinée où il aurait vécu comme cuisinier pour anthropophage. Léon de Bercy dans un récit où la part de réel et de légendaire est à décrypter écrit : « Ramené en France étroitement enchaîné, fit courir tout Paris au Jardin des Plantes, s'évada avec la fille du gardien, et privé de toutes ressources vint échouer dans un hôtel borgne de la rue de Flandre ; ne pouvant payer ses notes, résolut de les faire valoir par la souplesse de son gosier et devint ténor léger, si léger qu'une fois encore il s'envola aux pays bleus ; connut alors la fortune sous les espèces d'une princesse valaque (de la famille Tanvala-Cruchaloh) ; couvert de bijoux et d'égratignures, se fit admettre au Cabaret des Arts, où il ne tarda pas à devenir la coqueluche de l'auditoire féminin ».

### Réalité
Né à Nancy, il fait de brillantes études et devient professeur à l'université où il est le professeur de Corte, Confolens et Commercy. Mis en disponibilité à la suite d'une intrigue avec la femme d'un de ses chefs de service, il devient chanteur et compositeur. Il met ainsi en musique des poèmes d'Armand Silvestre (Rimes arrières, Les Lilas blancs) puis de Maurice Bouchor (Au petit Sentier, Bluette et d'autres auteurs.
Imprésario, il monte des troupes estivales à Montmartre qu'il produit ensuite en province. Entré au Cabaret des Arts, qui se l'attache lors de sa fondation, on lui doit les musiques de chansons de la fin du XIXe et du début du XXe siècle, sur des paroles, entre autres, d'Eugène Héros, Gaston Couté ou Maurice Bouchor.

## Œuvres
- Les Amantes du temps passé !, poésie de L. Clanet, 1900
- Dernier Vœu, poésie de Théophile Gautier extraite d'Émaux et camées, 1900
- Au petit Sentier, poésie de Maurice Bouchor, 1901
- Ce que dit le Passant !, poésie de Gabriel Montoya, 1901
- Dormeuse, poésie de Montoya, 1901
- Au beau cœur de mai, chanson, paroles de Gaston Couté, 1902
- Les Mains blanches, blanches !, chanson, 1902
- Pastourelle !, poésie de Montoya, 1902
- L'Heure suprême !, mélodie, paroles de Montoya, 1903
- Les Digitales !, mélodie, poésie de Georges Nardin, 1903
- J'ai trois Fleurs dans mon jardin !, poésie de Eugène Héros, 1903
- Les Violettes Mélodie, poésie de Georges Nardin, 1905
- Brin de conduite, chanson de Gaston Coute, 1905
- Le vilain Gas !, chanson de Gaston Couté, 1905
- Pastourelle poitevine, poésie de Montoya et Pierre André, non daté[6]